# Луїс Аранда Хіменес
Луїс Хіменес Аранда (ісп. Luis Jiménez Aranda; Севілья, 21 липня 1845 — Понтуаз, Франція, 6 травня 1928) — іспанський художник-імпресіоніст. Рідний брат художника Хосе Аранда Хіменеса.

## Життєпис

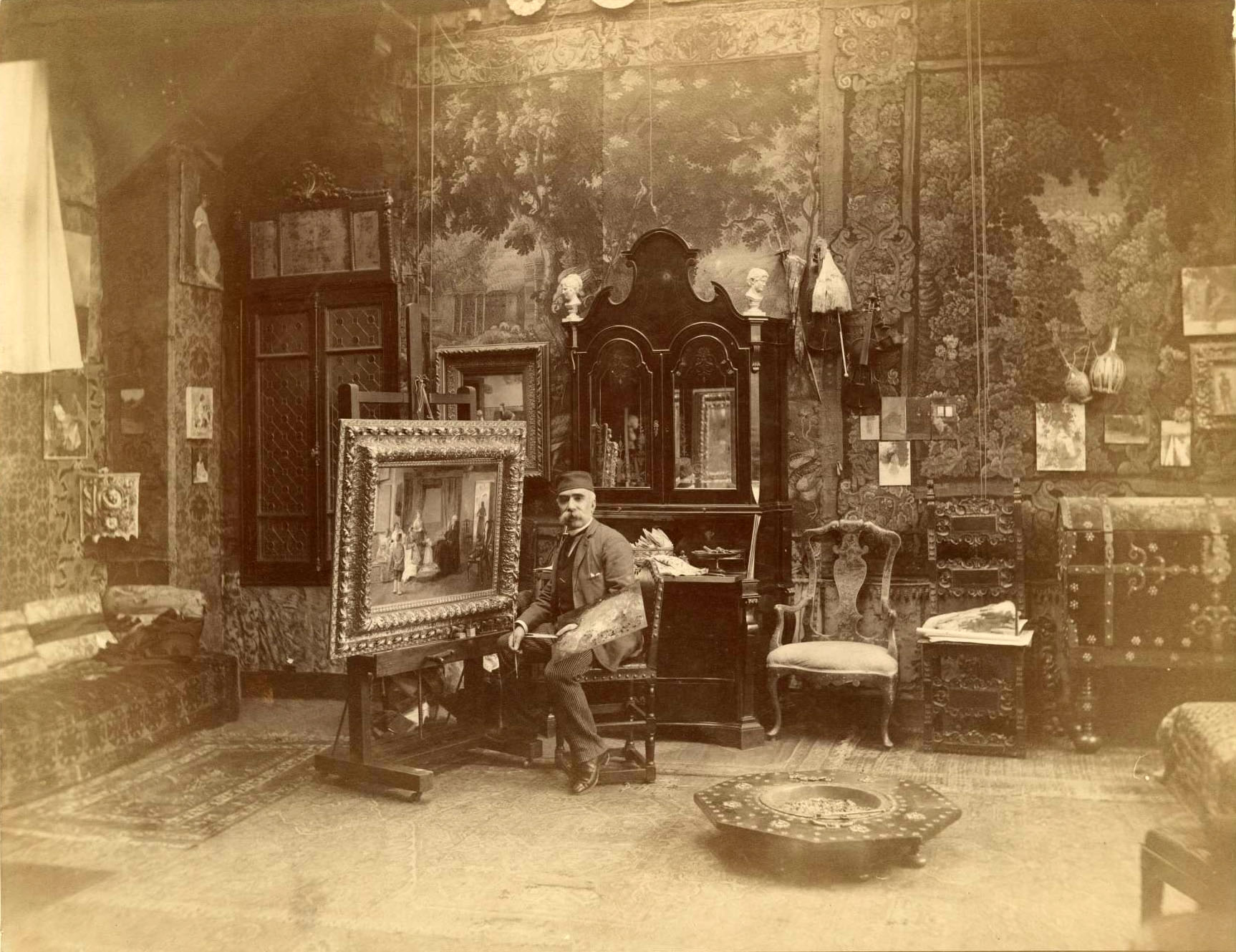
Luis Jiménez Aranda у своїй студії.

Їх було три брати-художники Аранда. Первісно почав опановувата майстерність під керівництвом брата Хосе. Навчання продовжив в Художній академії св. Єлизавети Угорської в місті Севілья. Його керівник у академії Едуардо Кано де ла Пенья (1823-1897), майстер історичного живопису і багатофігурних композицій.
1864 року він отримав заохочувальну премію за картину «Христофор Колумб перед іспанськими королями Ізабеллою та Фердинандом».
1867 року він відбув у Рим, аби побачити уславлені фрески і картини італійських митців минувшини. Через десять років (у 1876-му) перебрався на житло у місто Понтуаз неподалік Парижа. Хдожник натуралізувався у Франції і брав участь як у іспанських, так і французьких виставках. Так, він подавав власні картини у Паризький Салон.
За участь у Всесвітній виставці 1889 в Парижі та у Всесвітній виставці 1893 року у Чикаго отримав медалі.
Помер у Понтуазі.

## Обрані твори (галерея)

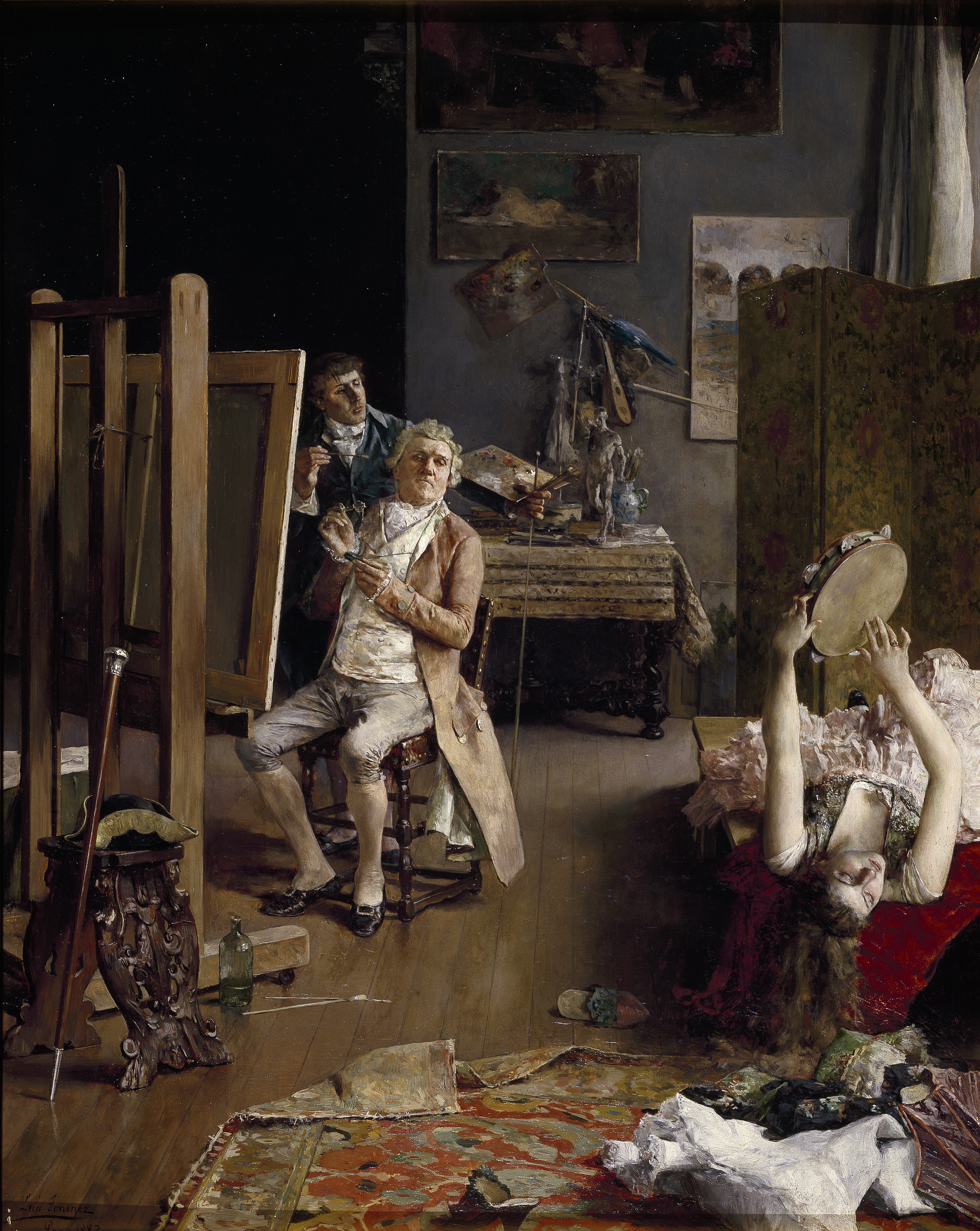
Луїс Аранда і Хіменес. «Майстерня художника 18 століття», 1882 р. Національний музей Прадо, Мадрид
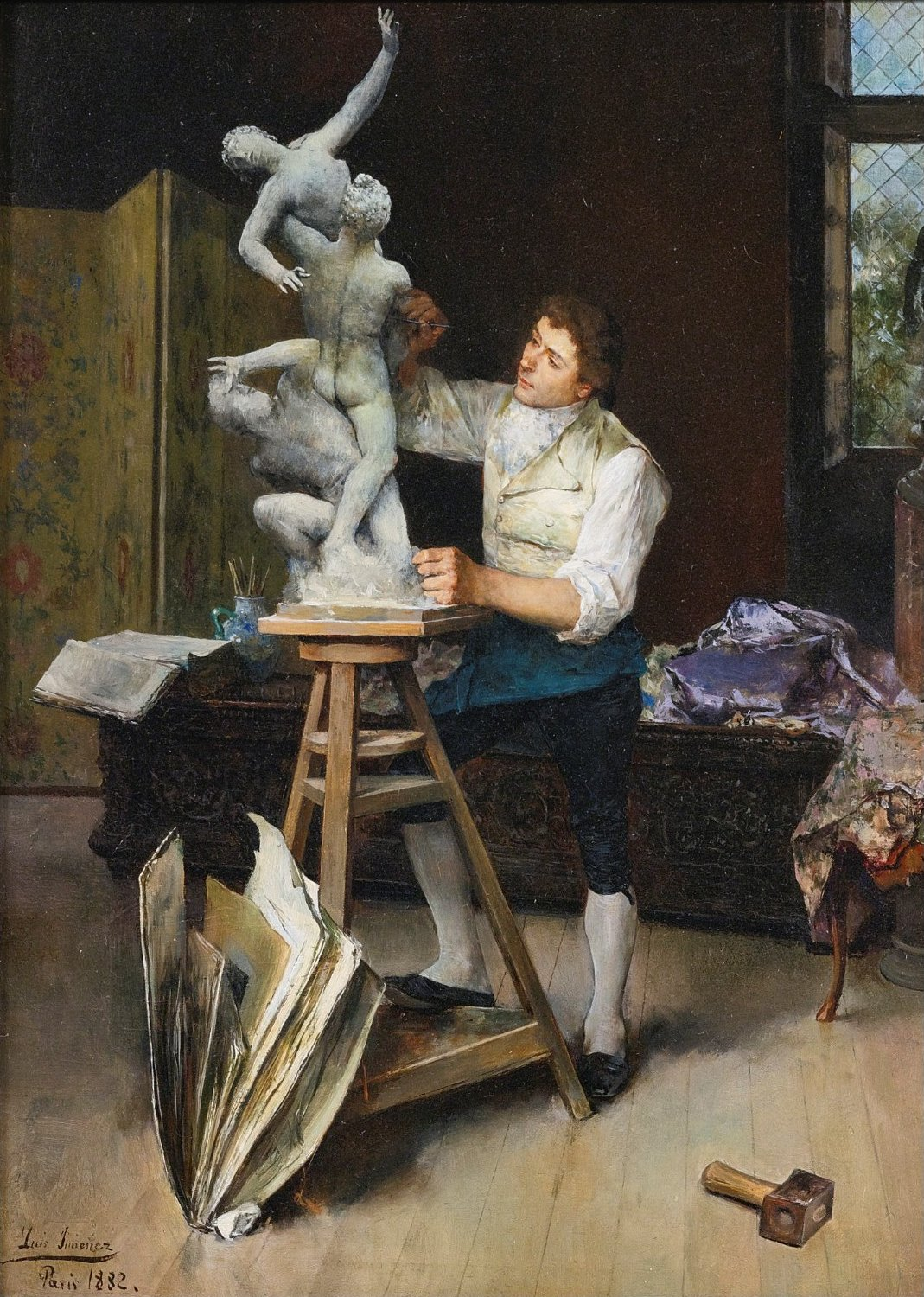
Луїс Аранда і Хіменес. «Скульптор», 1882 р.
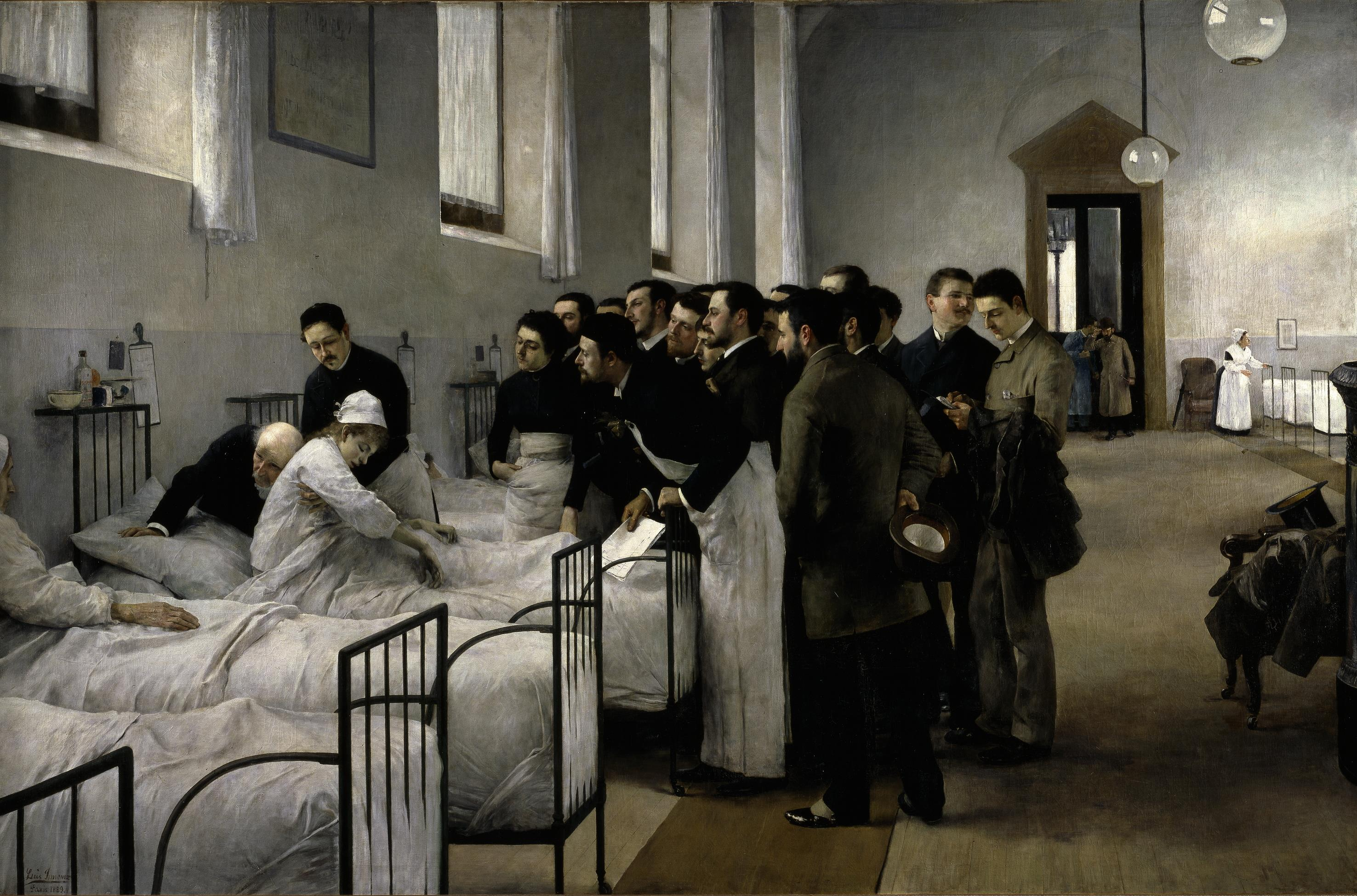
Луїс Аранда і Хіменес. «Лікарський обхід». Полотно, олійні фарби. 1889 р.
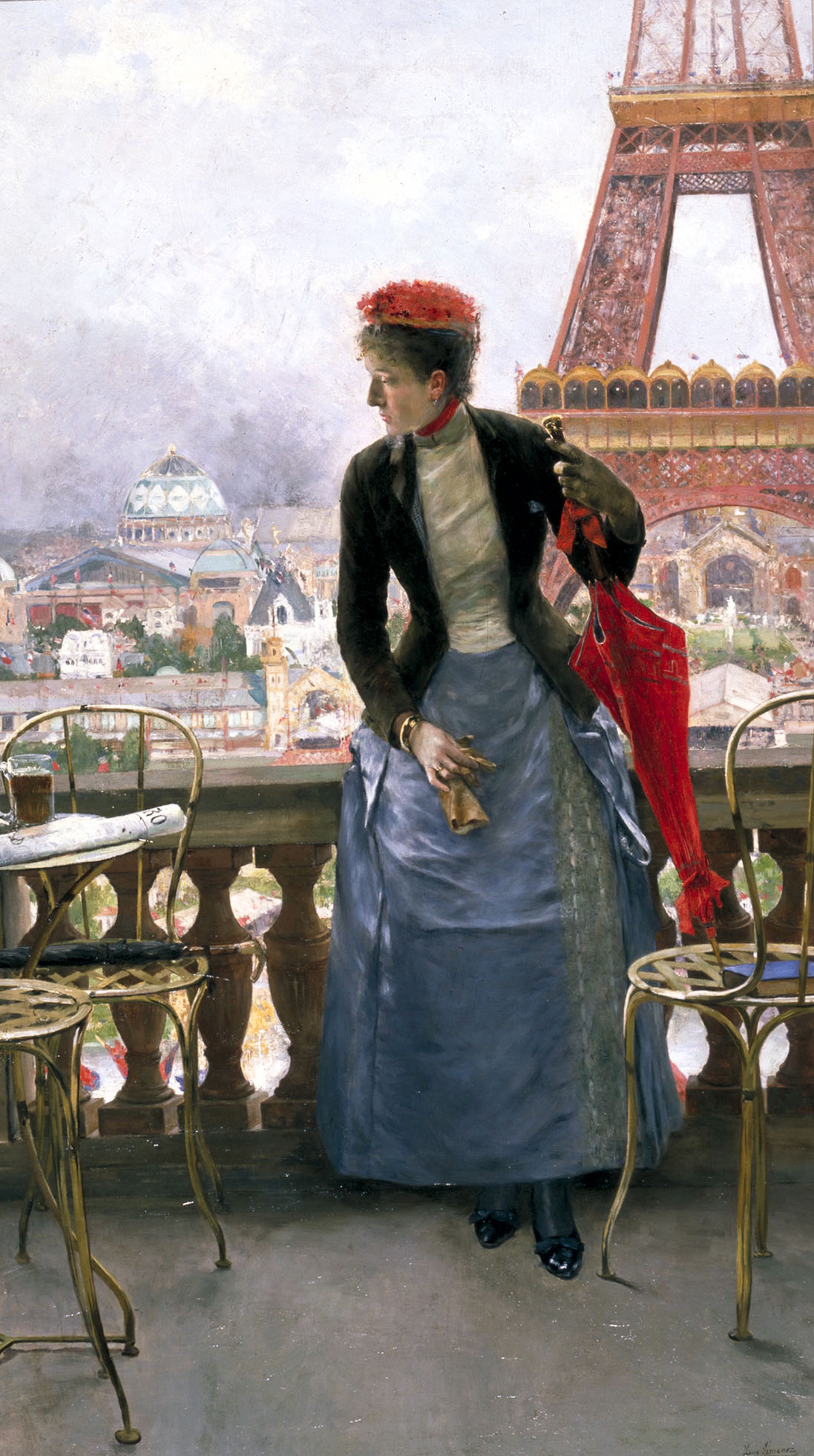
Луїс Аранда і Хіменес. «Молода пані на Всесвітній виставці в Парижі», 1889 р.